# Duke Cumberland
Roscoe Franklin Cumberland, detto Duke (Fostoria, 20 novembre 1915 – Chicago, 16 ottobre 1974), è stato un cestista statunitense, professionista nella NBL.

## Carriera
Dopo aver giocato per anni con gli Harlem Globetrotters, fu uno dei primi giocatori di colore a giocare per una squadra professionistica, quando venne messo sotto contratto dai Chicago Studebaker Flyers della NBL, con cui disputò 22 partite con 6,9 punti di media.